# Etheostoma clinton
Etheostoma clinton è un piccolo pesce d'acqua dolce appartenente alla famiglia Percidae.

## Distribuzione e habitat
Questa specie è diffusa in America del Nord, nelle acque del bacino idrografico del fiume Mississippi.

## Descrizione
Presenta un corpo allungato e compresso ai fianchi, con testa triangolare e occhi grandi. Come gli altri Etheostoma possiede due pinne dorsali, la prima è bassa e retta da raggi grossi, la seconda è alta, opposta e simmetrica alla pinna anale. Le pinne ventrali e pettorali sono ampie. La pinna caudale è a delta. La livrea presenta un colore di fondo bruno-arancio finemente marezzato di arancione,  ventre e gola argentei, bocca e opercolo branchiale screziati di verde smeraldo. I fianchi e tutto il peduncolo caudale sono decorati da una linea di chiazze tondeggianti smeraldo, sul dorso alcune macchie nere. La prima pinna dorsale è color smeraldo con una fascia centrale rossa orlata di trasparente mentre le altre pinne sono grigio-smeraldo tendenti al trasparente.

## Sistematica ed etimologia
Dopo attenti studi iniziati sulle differenze delle livree maschili nel periodo riproduttivo, due ittiologi americani (Steve Layman e Rick Maydan) hanno riconosciuto come specie a sé stanti 5 sottospecie di Etheostoma stigmaeum, descrivendole nel Bulletin of the Alabama Museum of Natural History (2012) e battezzandole con i nomi di presidenti e vicepresidenti degli USA che si sono distinti per le loro politiche di conservazione delle specie animali:
- Etheostoma clinton
- Etheostoma gore
- Etheostoma jimmycarter
- Etheostoma obama
- Etheostoma teddyroosevelt